# Гласко, Кит
Кит Алекса́ндер Гла́ско (англ. Keith A. Glascoe; 9 декабря 1962 года — 11 сентября 2001 года) — американский киноактёр, игрок в американский футбол и пожарный.

## Биография
Родился в декабре 1962 года. С самого детства отличался крупным телосложением. Начал играть в американский футбол, когда ему было восемь лет, впоследствии стал игроком клуба «Нью-Йорк Джетс»; играл в американский футбол на протяжении всей своей жизни.
Кит Гласко был профессиональным актёром, он снимался в рекламных роликах и художественных фильмах. В фильме Люка Бессона «Леон» сыграл небольшую роль полицейского Бенни, недалёкого, но верного помощника антагониста Нормана Стэнсфилда. Эту роль в ряде СМИ считали наиболее удачной в карьере молодого актёра.
Совмещал актёрскую профессию с работой пожарного. 11 сентября 2001 года, после террористической атаки башен-близнецов Всемирного торгового центра, Гласко с группой пожарных вошёл в горящее здание, чтобы спасти людей. В этот момент здание обвалилось и вся группа, в которой было более 300 пожарных, включая Гласко, погибла под развалинами.
На момент своей гибели Гласко был женат. Он жил в Бруклине с женой и двумя маленькими сыновьями. Его жена Вероника на момент гибели мужа ждала третьего ребёнка.

## Фильмография
| Год  |     | Русское название            | Оригинальное название       | Роль        |
| ---- | --- | --------------------------- | --------------------------- | ----------- |
| 1993 | кор | Дотти получает по заднице   | Dottie Gets Spanked         | силач мечты |
| 1994 | ф   | Леон                        | Léon                        | Бенни       |
| 1997 | тф  | Нападение на остров Дьявола | Assault on Devil’s Island   | Карл        |
| 1997 | кор | —                           | Prime Time                  | Ламчоп      |
| 2001 | с   | Центральная улица, 100      | 100 Centre Street           | н/д         |
| 2001 | кор | —                           | The Pirates of Central Park | второй коп  |